# Kärleken segrar (1916)
Kärleken segrar är en svensk dramafilm från 1916 i regi av Georg af Klercker. 

## Om filmen
Filmen premiärvisades 25 september 1916 på biograf Victoria i Göteborg. Filmen spelades in vid Hasselbladateljén på Otterhällan i Göteborg med exteriörer från Göteborg med omnejd av Carl Gustaf Florin.

## Rollista
- Ivar Kalling - Erik Hjälm, godsägare
- Selma Wiklund af Klercker - Olga Ström
- Carl Barcklind - Hans Brandt
- Mary Johnson - Olgas varietékamrat
- Tekla Sjöblom - Fostermoder
- Manne Göthson - Läkare
- Victor Svensson - Hjälms vän
- Lilly Cronwin - Barnsköterska
- Eleonore de Flon - Elsie, Olgas och Hans' barn
- Artur Rolén - Bonddräng
- Siri Lundin - Jungfru på godset
- Anna Löfström - Jungfru hos varietédamerna